# Tom Jacobsen
Tom Jacobsen [tom jakobsen] (* 17. března 1954) je bývalý norský fotbalový záložník a později fotbalový trenér. Nastupoval i v norské fotbalové reprezentaci.
Jeho bratrem je bývalý fotbalista a norský reprezentant Pål Jacobsen.

## Klubová kariéra
Na klubové úrovni hrál v Norsku v klubech Hamarkameratene (HamKam) a Vålerenga IF. S Vålerengou vyhrál jedenkrát norskou nejvyšší ligu (1981) a jednou norský fotbalový pohár (1980).

## Reprezentační kariéra
V A-týmu Norska debutoval 8. 9. 1971 v kvalifikačním utkání v Oslu proti týmu Francie (prohra 1:3). Celkem odehrál v letech 1971–1982 za norský národní tým 16 zápasů, gól nevstřelil.